# Ansgar Brinkmann
Ansgar Brinkmann (* 5. Juli 1969 in Vechta) ist ein ehemaliger deutscher Fußballspieler. In seiner langen Karriere war Brinkmann bei zahlreichen Vereinen unter Vertrag. Er zählt zu den Spielern mit den meisten Vereinswechseln in Deutschland und galt neben Bernd Schneider als einer der letzten Straßenfußballer Deutschlands.

## Fußballerkarriere
Brinkmann wuchs als jüngstes von sieben Geschwistern (darunter Ingrid, ehemalige Frauen-Bundesliga-Spielerin des FFC Brauweiler Pulheim) in Bakum im Oldenburger Münsterland auf. Als A-Jugendlicher wurde er in die Niedersachsenauswahl berufen. Als er 15 Jahre alt war, entdeckten ihn Talentscouts von Bayer 05 Uerdingen, sodass er nach Krefeld zog. Während seiner Zeit für Bayer machte er nebenbei sein Berufsbildungsjahr im Kfz-Handwerk.
Seine Profilaufbahn begann er mit 18 Jahren 1987 beim VfL Osnabrück in der 2. Bundesliga. In der Saison 1990/1991 wechselte der schnelle Flügelspieler zum Ligarivalen Preußen Münster, bei dem er schnell Publikumsliebling wurde. Am Ende der Saison stieg er mit den Preußen in die Oberliga Westfalen ab, blieb aber noch zwei Jahre beim Verein. 1993 kehrte Brinkmann in die 2. Bundesliga zurück und unterschrieb einen Vertrag beim 1. FSV Mainz 05.
Nach einem kurzen Intermezzo in Münster im Jahr 1995 und weiteren Stationen in Gütersloh, Verl und Cloppenburg wechselte er zu Eintracht Frankfurt, mit der er 1998 in die Bundesliga aufstieg. Nach einer Saison in der ersten Liga spielte Brinkmann erneut einige Jahre in der 2. Bundesliga bei Tennis Borussia Berlin, wiederum beim VfL Osnabrück und Arminia Bielefeld. Mit Arminia Bielefeld stieg er 2002 in die Bundesliga auf und erzielte in 30 Spielen zwei Tore.
2003 wechselte Brinkmann zu LR Ahlen. In der Winterpause 2003/04 zog es ihn zum österreichischen Bundesligisten FC Kärnten, im Januar 2005 zu Dynamo Dresden und im Januar 2006 erneut zu Preußen Münster. Mit den Preußen stieg er in die Oberliga ab. Für die Münsteraner absolvierte Brinkmann am 13. Mai 2007 in der Oberliga-Partie gegen die zweite Mannschaft des FC Schalke 04 das letzte Spiel seiner Karriere als Profifußballer.
Am 27. März 2009 fand sein Abschiedsspiel vor 4100 Zuschauern in der Bielefelder SchücoArena statt. Das Spiel zwischen dem Team Ansgar und den Arminia-Allstars endete 6:6. Kurz vor Schluss holte sich Brinkmann noch symbolisch seine letzte rote Karte. Seine Ehrenrunde bewältigte er während des Liedes „Dieser Weg“ von Xavier Naidoo. Am Spiel nahmen unter anderem Thomas Häßler, Fredi Bobič, Uwe Bein, Sergej Barbarez und Stefan Kretzschmar teil.
Im September 2009 erwarb er seine A-Trainerlizenz in der Sportschule Hennef (Fußball-Verband Mittelrhein) und plant, eine Ausbildung zum Fußballlehrer zu absolvieren. Parallel arbeitet er als Spielerscout für eine Kölner Sportagentur.
Zur Saison 2012/13 verpflichtete der Kreisligist TSV Juist Brinkmann, für den er bis zur Saison 2016/2017 hin und wieder auflief. Seit dem Winter 2016 gehört Brinkmann zum Legendenteam des KFC Uerdingen 05, für das er unter anderen an verschiedenen Hallenfußball-Turnieren teilnimmt.
Im August 2023 übernahm Brinkmann den Trainerposten der Fußballauswahl von Makkabi Deutschland, um diese auf die Makkabiade 2025 vorzubereiten.

## Ruf als „Enfant terrible“
Auch außerhalb des Fußballplatzes sorgte Ansgar Brinkmann für Schlagzeilen, die ihm den Spitznamen „Trinkmann“ einbrachten. So flüchtete er in Osnabrück zu Fuß vor einer Alkoholkontrolle und stellte sich erst Stunden später auf dem Revier, um den Fahrzeugschlüssel abzuholen. Darüber hinaus war Brinkmann in Bielefeld, Berlin und Gütersloh in Straftaten verwickelt, die ihm unter anderem eine Geldstrafe von 36.000 Euro wegen Körperverletzung einbrachten. Auch die Pleite eines Reha-Zentrums und Investitionen in eine Einkaufspassage in Bielefeld, durch die Brinkmann nach eigener Aussage mehr als eine Million Euro verlor, brachten ihn vor Gericht.
Sein Ruf als Enfant terrible schadete der Beliebtheit Brinkmanns bei den Fußballfans nicht, sondern förderte eher seinen Kultstatus. Typische Vokabeln, die in der Sportberichterstattung zu Brinkmann fielen, waren „weißer Brasilianer“, „Publikumsliebling“, „Kultspieler“ und „einer der letzten echten Typen der Bundesliga“, zumal sich Interviews mit Brinkmann durch seine lockeren, zum Teil auch provokanten Sprüche von den Interview-Aussagen vieler anderer Profifußballer unterschieden. Beim Bielefelder Lokalsender Radio Bielefeld wurde ihm eine eigene Comedy-Serie namens „Mission: Klassenerhalt“ gewidmet. Hier prägte er die Floskel: „Das braucht kein Mensch.“ Diese Aussage widmete er gegnerischen Mannschaften und Spielern.
Legendär ist die Ansage auf seinem Anrufbeantworter: „Bin bis fünf Uhr früh in meiner Stammkneipe zu erreichen“.
In einer Radio-Kolumne bei 1 Live gab Brinkmann 2015 zu, in seiner aktiven Zeit einmal im Abstiegskampf das Dopingmittel Captagon verwendet zu haben.

## Andere öffentliche Auftritte
Im Januar 2018 war Brinkmann Teilnehmer der zwölften Staffel der Reality-Show Ich bin ein Star – Holt mich hier raus! Er verließ das Camp auf eigenen Wunsch nach zehn Tagen.
Im Januar 2022 war er Gast bei Ich bin ein Star – Holt mich hier raus! Die große Dschungelparty und bei Ich bin ein Star – Die Stunde danach.

## Soziales Engagement
Ansgar Brinkmann unterstützt als offizieller Pate das Kinderhospiz Bethel.

## Werbepartner
Seit Januar 2018 macht Brinkmann Werbung für den Wettanbieter sportwetten.de.

## Dokumentarfilm
- RTL+: Ansgar Brinkmann – Der Straßenfußballer (2021), 92 Min.[21][22][23]